# مارینراخدورف
مارینراخدورف (به آلمانی: Marienrachdorf) یک شهر در آلمان است که در وستروالدکرایس واقع شده‌است. مارینراخدورف ۱٬۰۰۰ نفر جمعیت دارد.